# Bergheim (Haut-Rhin)
Bergheim (Haut-Rhin) je francouzská obec v departementu Haut-Rhin v regionu Grand Est v Alsasku. Žije zde přibližně 2 100 obyvatel.

## Geografie
Bergheim leží 15 km severně od Colmaru a 10 km jihozápadně od Sélestatu v rovině dolního Rýna. Je to typické vinařské městečko se dvěma vinicemi majícími právo být označeny jako Grand Cru: Altenberg de Bergheim a Kanzlerberg. Bergheim leží na Alsaské vinařské cestě. Na severozápadě zasahuje jeho katastrální území do pohoří Vogézy a je součástí regionálního přírodního parku Ballons des Vosges.

## Historie

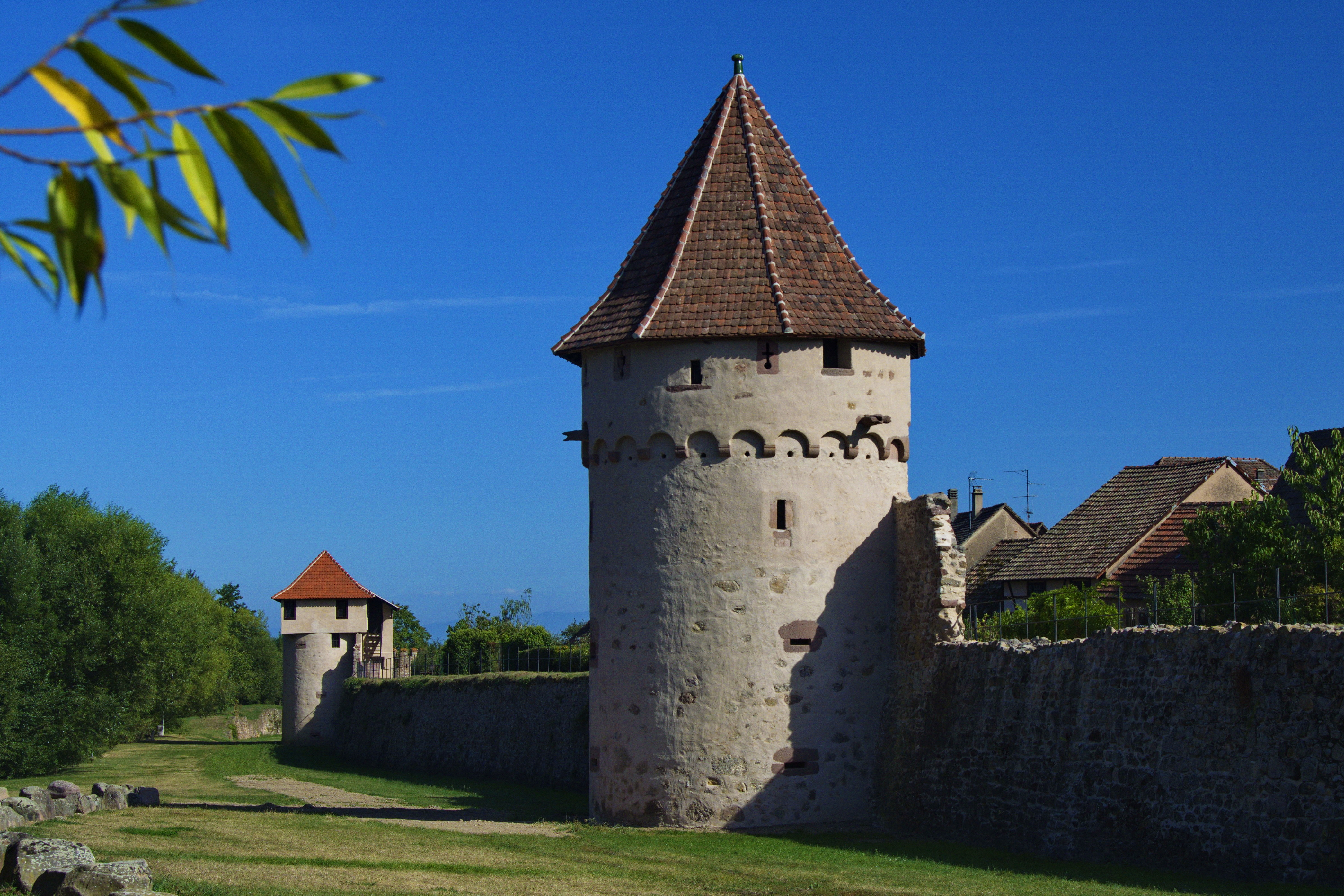
Část vnějšího jižního opevnění s věžemi

Území města bylo osídleno už v době Římské říše. Dokládají to nálezy dvou mozaik, které zdobily podlahy římských vil. První z nich byla objevena v roce 1848 při hloubení základů nového domu na západ od historického jádra Bergheimu. Původně pokrývala plochu 80 čtverečních metrů. Vláda ji zakoupila pro město Colmar. Veřejnosti byla představena v roce 1853 při otevření Muzea Unterlinden, kde je vystavena ve stálé expozici doposud. Pochází ze 3. století n. l. a je jednou z mála na území Alsaska. Druhá mozaika byla objevena v roce 2006 a je vystavena v bergheimské synagoze.
Ve středověku byl Bergheim součástí panství Rappolstein, jehož správními centry byly blízké hrady Hohrappoltstein, Girsberg a Ulrichsburg. Roku 1313 obdržel městská práva včetně výběru cla. Přibližně v té době byl Bergheim obehnaný prvním věncem hradeb. Specialitou města bylo jeho azylové právo, platné od roku 1361. Podle něj mohl každý, kdo spáchal omluvitelný nebo neúmyslný trestný čin, najít ve městě útočiště. V průběhu 16. a 17. století mělo tuto možnost využít kolem 750 osob. Ve 14. – 16. století byl Bergheim dlouho majetkem Habsburků, kteří ho často zastavovali různým šlechticům.
Na základě vestfálského míru z roku 1648 připadl Bergheim, stejně jako celé Alsasko, Francii. Posledními šlechtickými majiteli města před francouzskou revolucí byla rodina Birkenfelsů. Od roku 1861 do konce první světové války bylo Alsasko s Bergheimem součástí Německého císařství.

### Vývoj počtu obyvatel
| Rok                | 1910 | 1962 | 1968 | 1975 | 1982 | 1990 | 1999 | 2007 | 2017 |
| ------------------ | ---- | ---- | ---- | ---- | ---- | ---- | ---- | ---- | ---- |
| Obyvatelé          | 1956 | 1708 | 1753 | 1703 | 1774 | 1802 | 1830 | 1860 | 2121 |
| Zdroj: Seznam obcí |      |      |      |      |      |      |      |      |      |

## Pamětihodnosti
- Opevnění. Je dochováno takřka po celém obvodu města v délce dvou kilometrů. Jeho vnitřní pás byl vybudován už ve 14. století. V současnosti slouží jako vnitřní zeď obytných domů. Vnější hradby s obrannými věžemi, valem a druhým příkopem pocházejí z 15. století. V parkánu mezi oběma hradbami jsou soukromé zahrádky. Součástí opevnění je Horní brána na západním okraji městského jádra ze 14. století, později několikrát přestavovaná. Na vnější fasádě je umístěna replika reliéfu z roku 1534 s názvem Chyť si mě, vztahující se k městskému azylovému právu. Pořízena byla v roce 1997. Dolní brána na opačném konci města se nedochovala.
- Kostel Nanebevzetí Panny Marie. Vznikl v letech 1320–1347 jako trojlodní gotická bazilika poté, co původní svatyně vyhořela. V průčelí kostela stojí věž na kvadratickém půdorysu, kterou se vchází do prostřední lodi. V roce 1768 byl interiér kostela přestavěn, když opětné sloupy byly opatřeny toskánskými hlavicemi a střechy lodí byly změněny na ploché. Přestavěna byla také horní část věže. Tympanon hlavního portálu ve věži zdobí reliéf Klanění Tří králů, stejný námět má i freska na jižní vnější fasádě kostela. Rovněž v interiéru objektu je několik gotických fresek s náměty Ukřižování, svatého Jiří a evangelistů.
- Radnice. Barokní budova byla postavena v roce 1767.
- Synagoga. Původní středověkou synagogu, která v roce 1840 vyhořela, nahradila novostavba z let 1860–1863. Za nacistického režimu byla zpustošena. Renovace se dočkala v 90. letech minulého století.
- Bývalá škola (5 place de l’Église). Dům byl postavený kolem roku 1550 jako kostnice. V 18. století v něm byla zřízena škola. Od roku 1964 zde sídlí městské muzeum.
- Kašna na náměstí. Oktogonální nádrž pochází z 18. století. Uprostřed je sloup ze 16. století s městským znakem.
- Obytné domy. V Bergheimu je památkově chráněno osm obytných domů. Patří mezi ně bývalá johanitská komenda mimo intravilán města (1 Route de Thannenkirch). Postavena byla v roce 1558, v 19. století prošla přestavbou. Dům na adrese 57 rue des Vignerons byl postavený v roce 1627. Dlouho sloužil jako místo, kde vrchnost vybírala poddanské dávky – odtud její německý název Zehnthof.
- Prádelna. Toto veřejné zařízení se nacházelo za hradbami v sousedství Horní brány. Kanál je stále funkční.
- Zámek Reichenberg. Leží na katastrálním území Bergheimu na kopci při silnici na Thannenkirch. První písemná zmínka o něm pochází z roku 1236. Za německé selské války byl v roce 1525 zničen a zůstal ruinou. Od roku 1875 byl postupně obnovován a dostavován. Patří soukromému vlastníkovi a není přístupný.
- Německý vojenský hřbitov. Nachází se mezi vinohrady asi 1 km severozápadně od města. Je na něm pohřbeno 5308 německých vojáků padlých ve 2. světové válce. Byli sem v letech 1970–1975 přeneseni z 225 vesnic v horním Alsasku.

## Osobnosti
Z Bergheimu pochází Johannes Fabricius Montanus (1527–1566), evangelický duchovní, učenec a básník. Je autor několika knih.

## Galerie

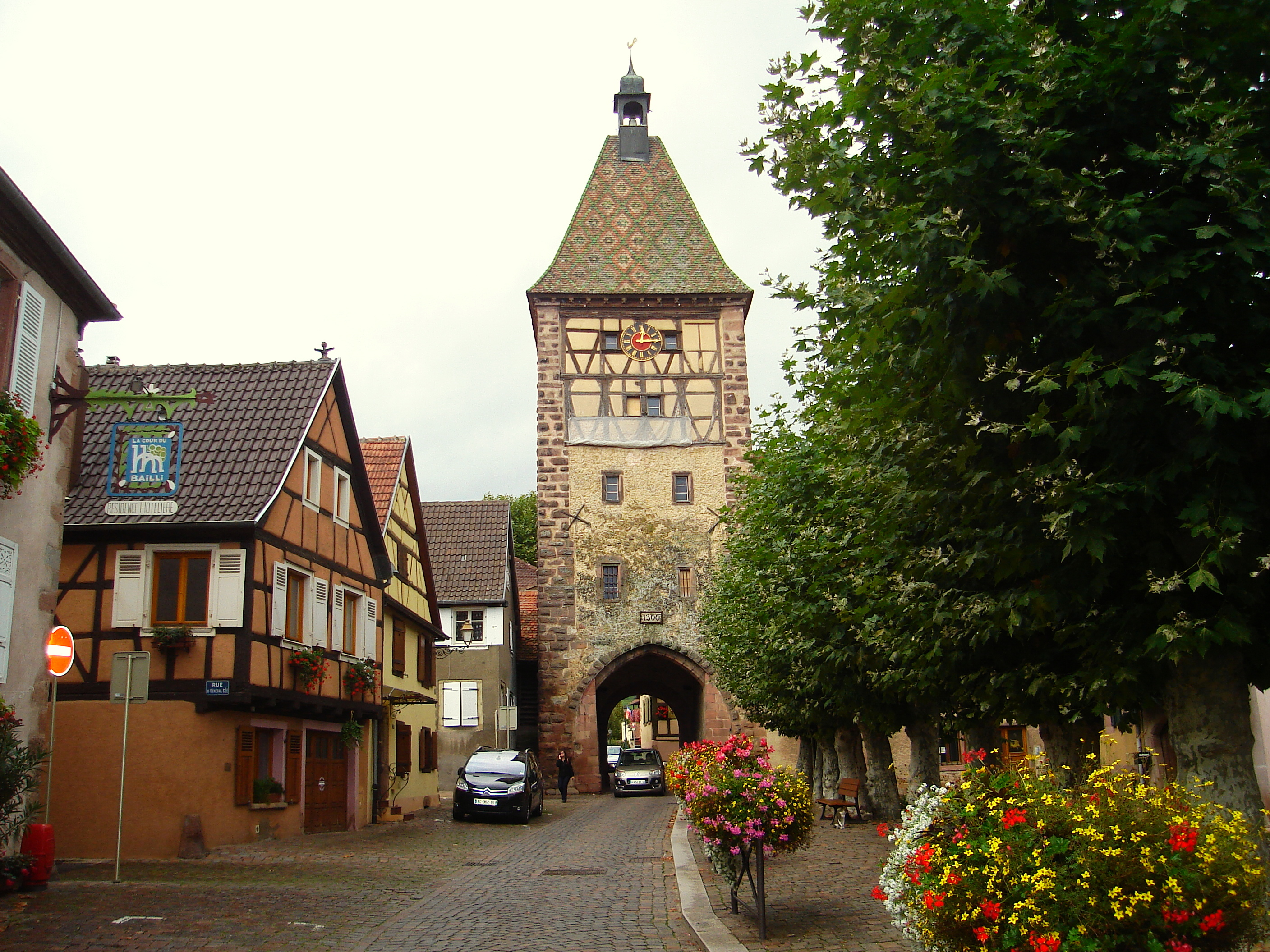
Pohled z města na Horní věž
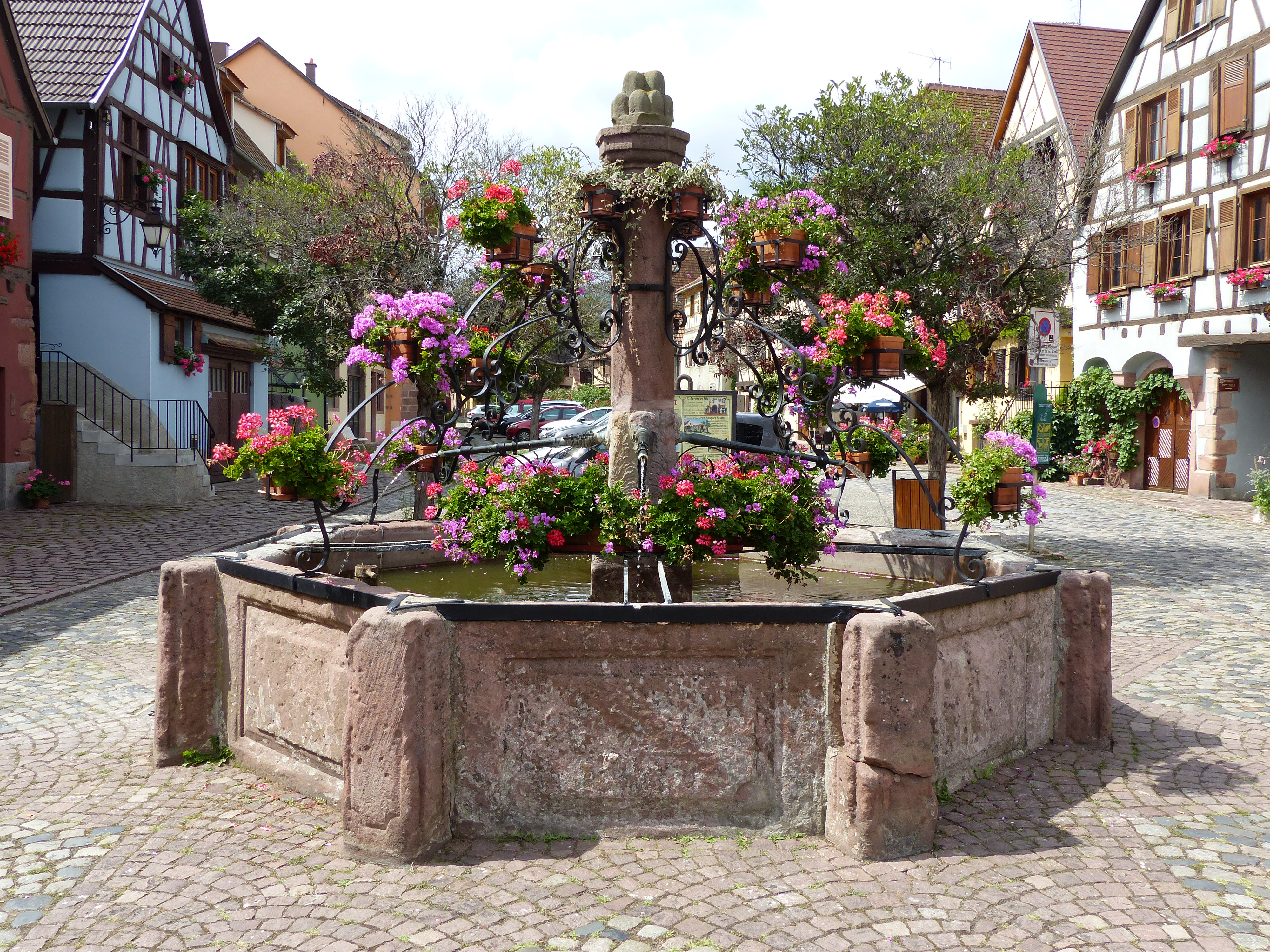
Kašna na rynku
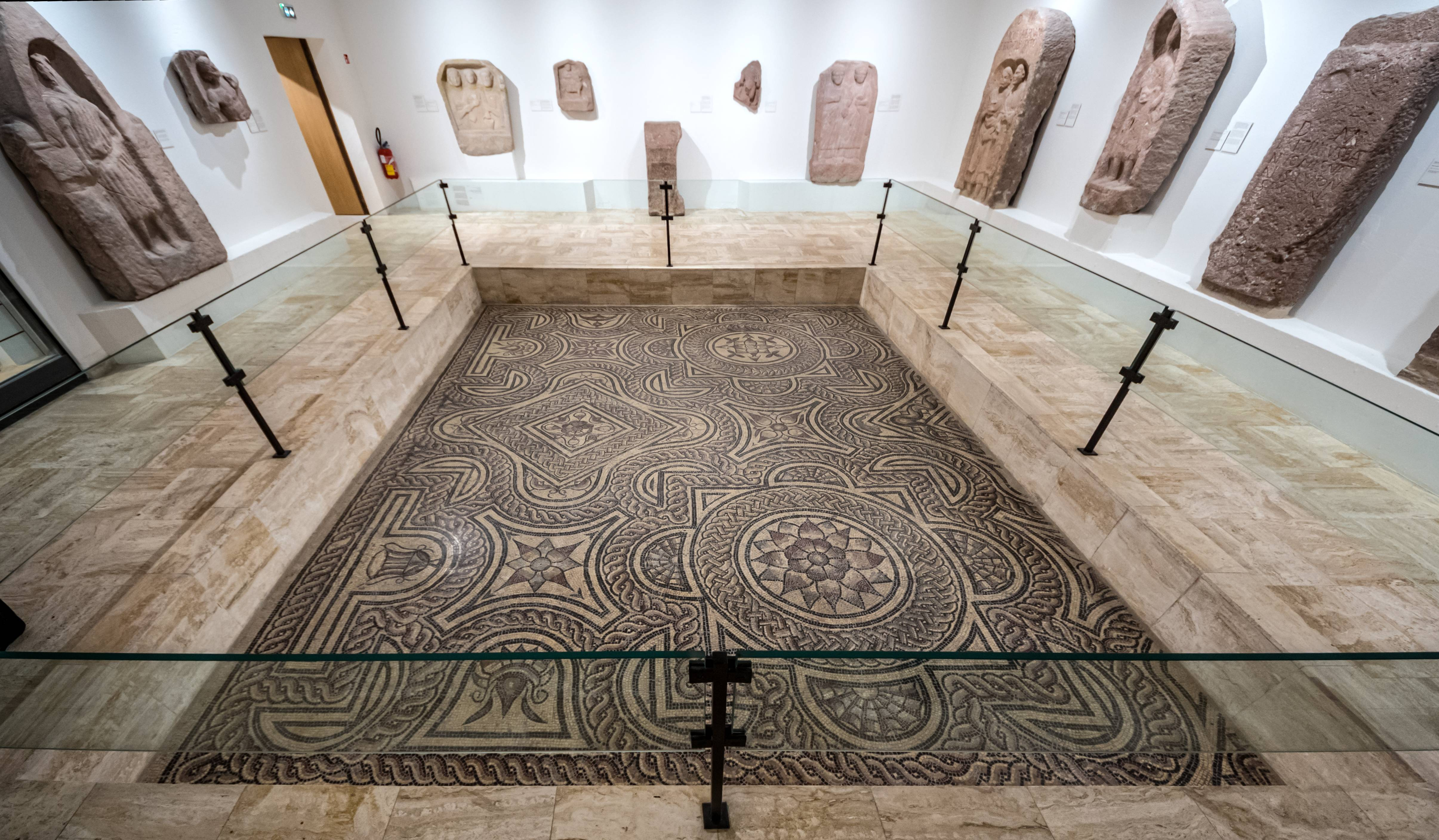
Freska z 3. stol. n. l. z Bergheimu, instalace v Muzeu Unterlinden v Colmaru
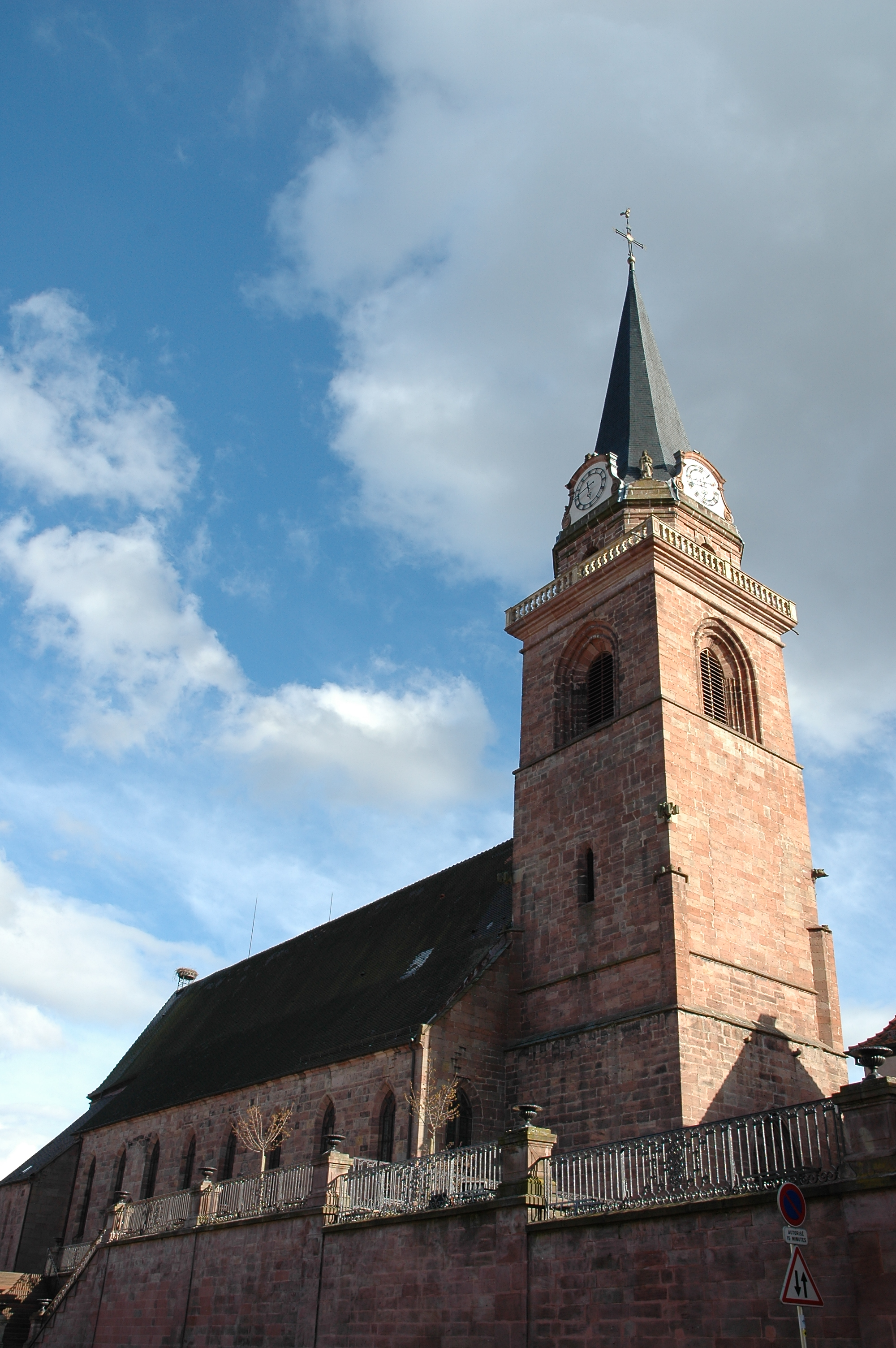
Kostel Nanebevzetí Panny Marie
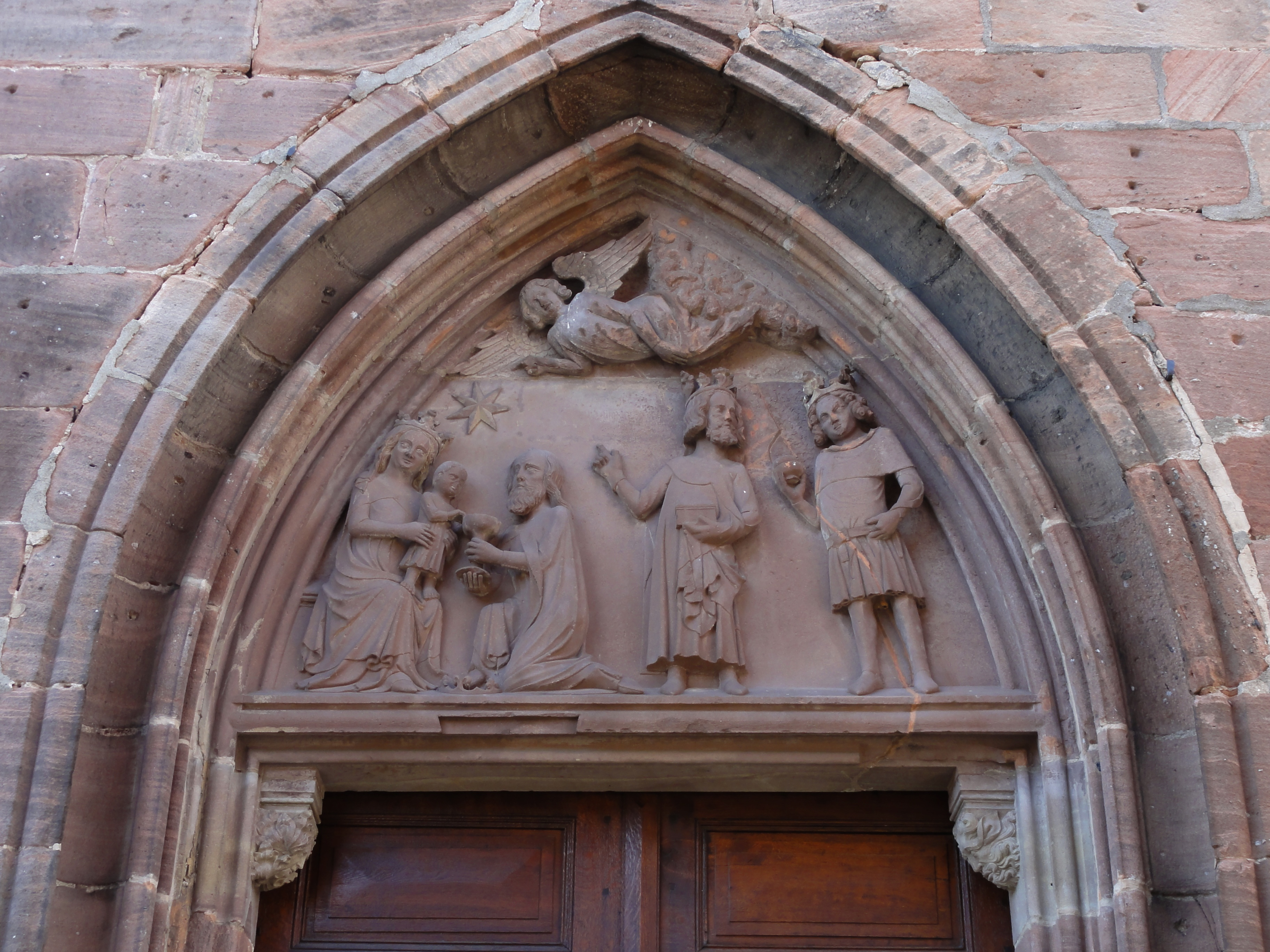
Tympanon hlavního portálu kostela
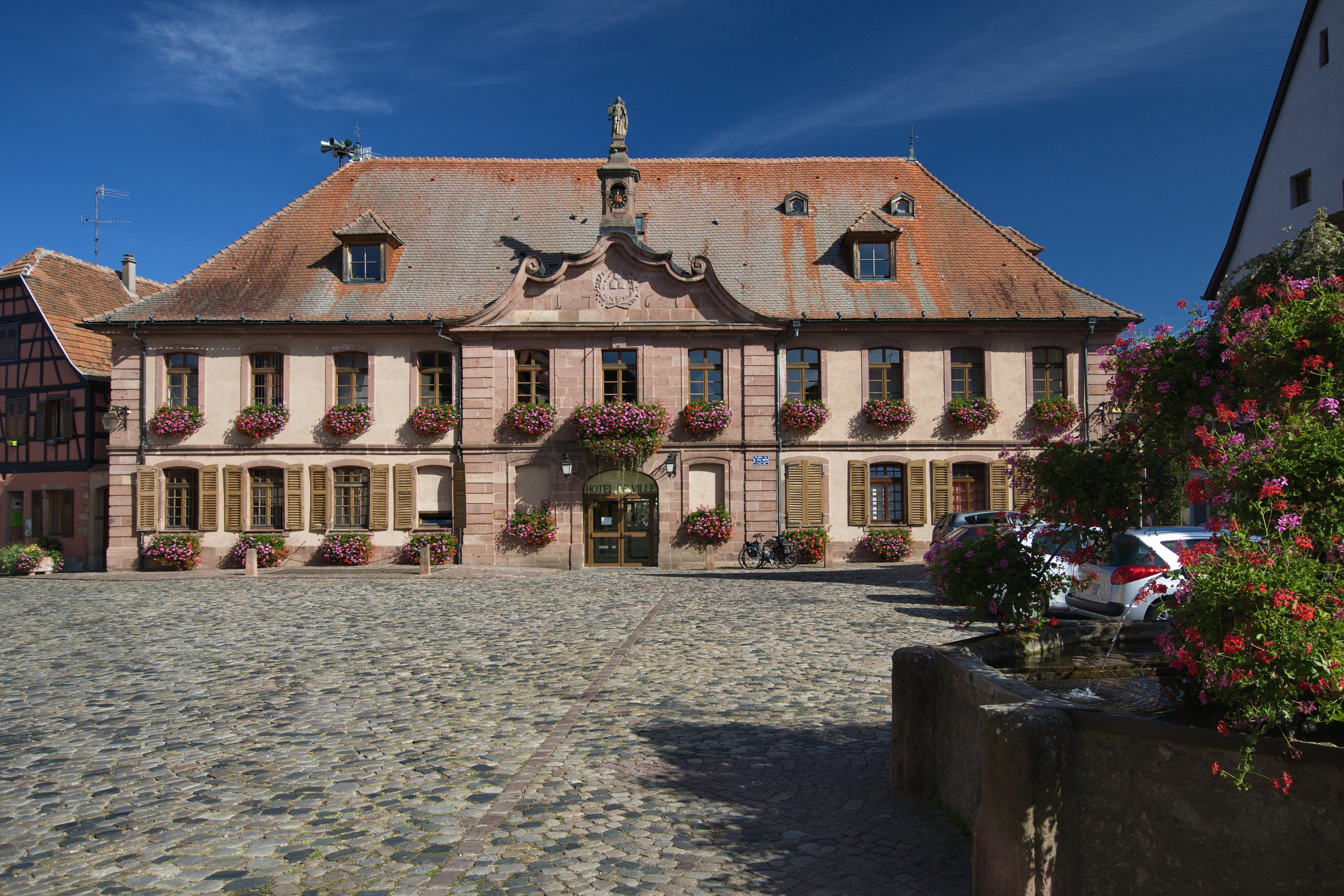
Radnice
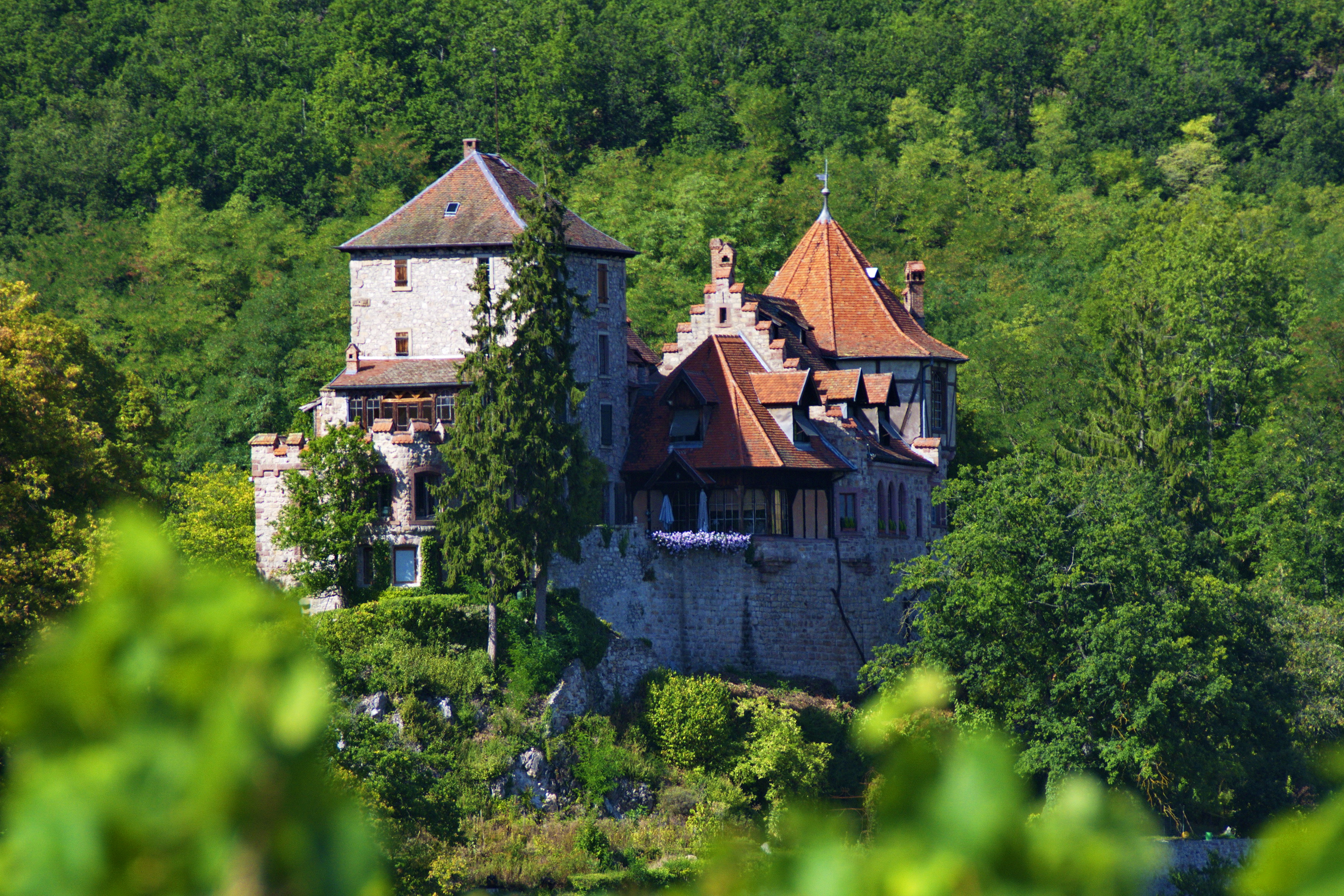
Reichenberg
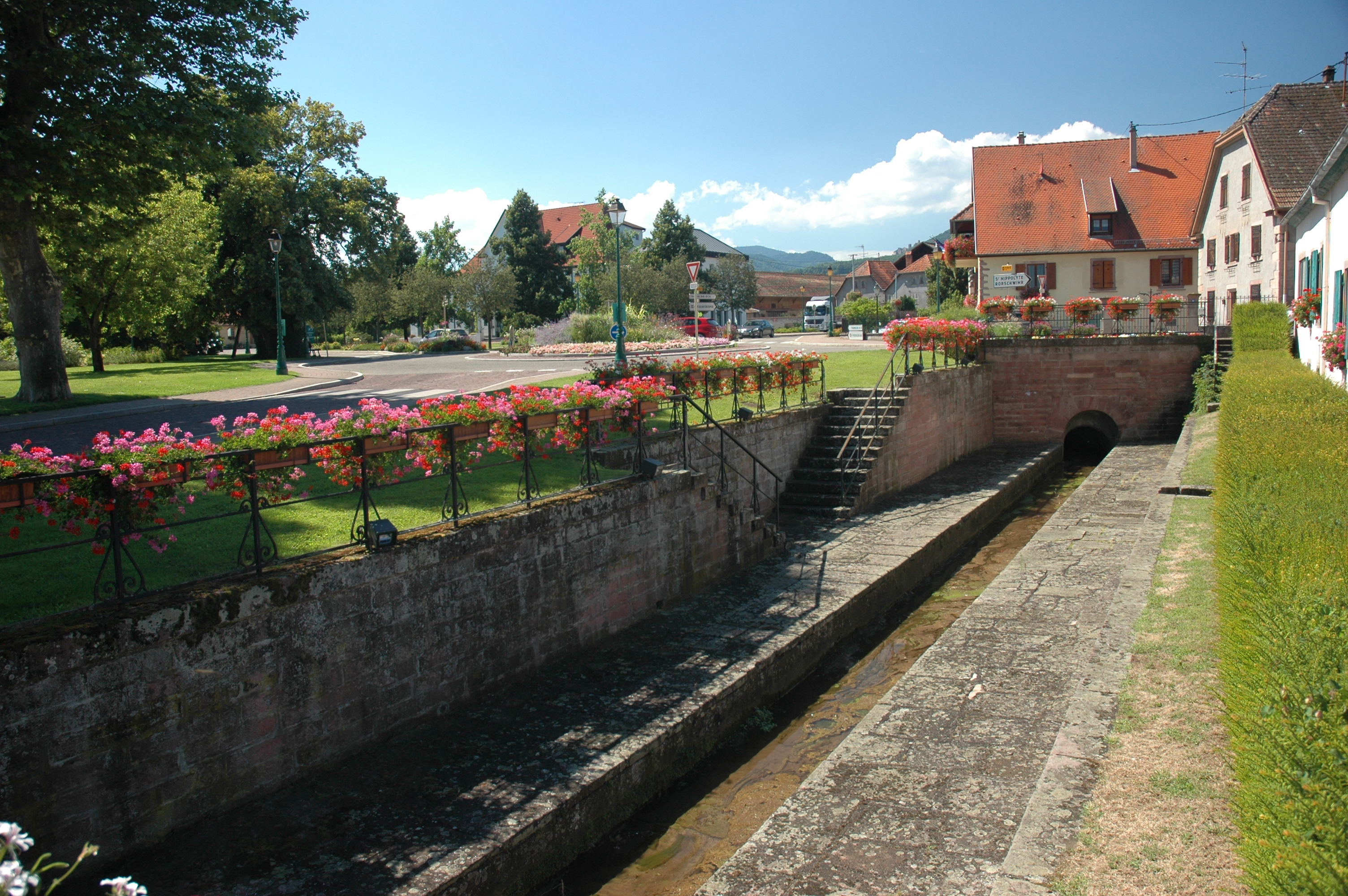
Bývalá prádelna
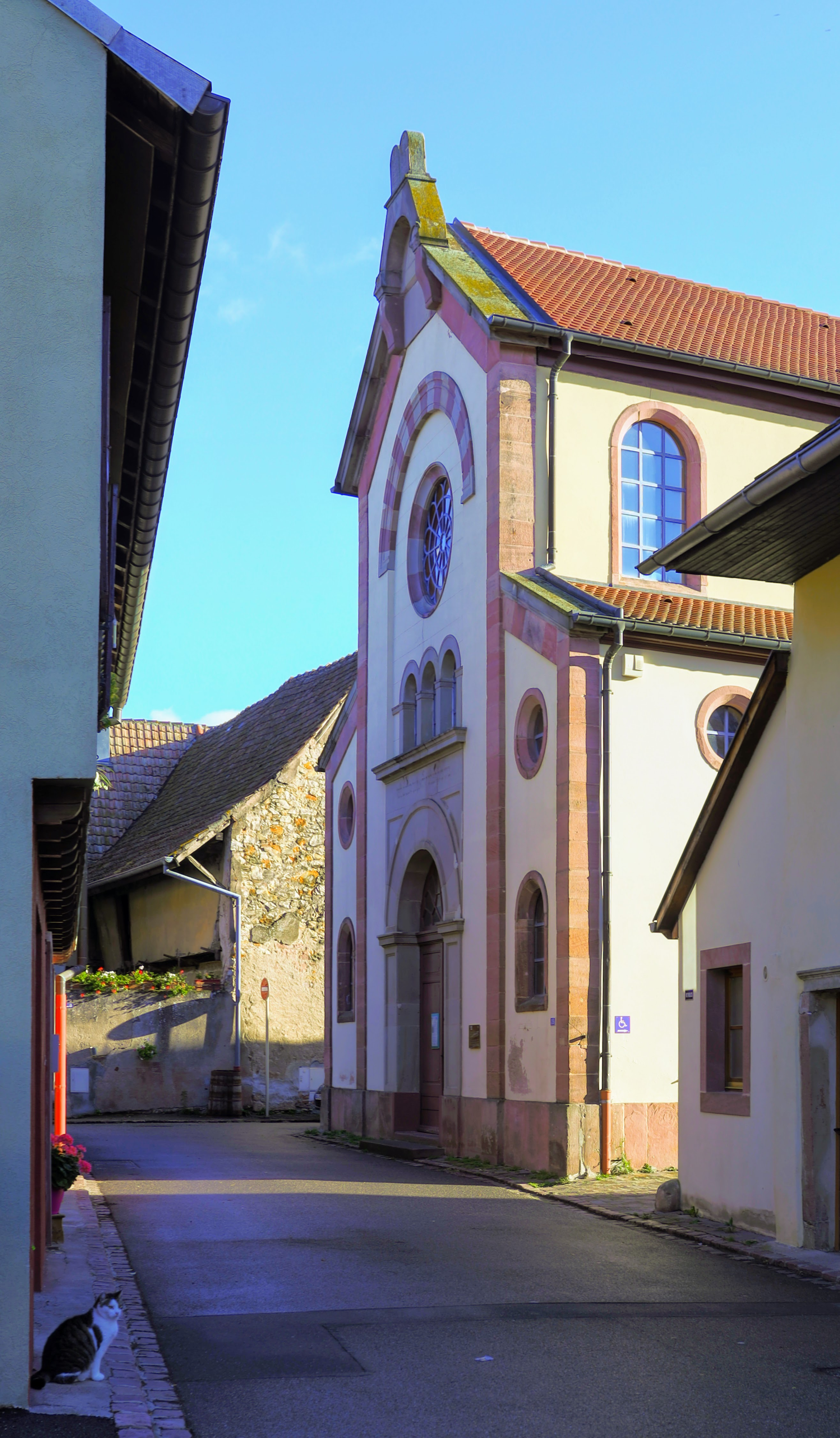
Synagoga
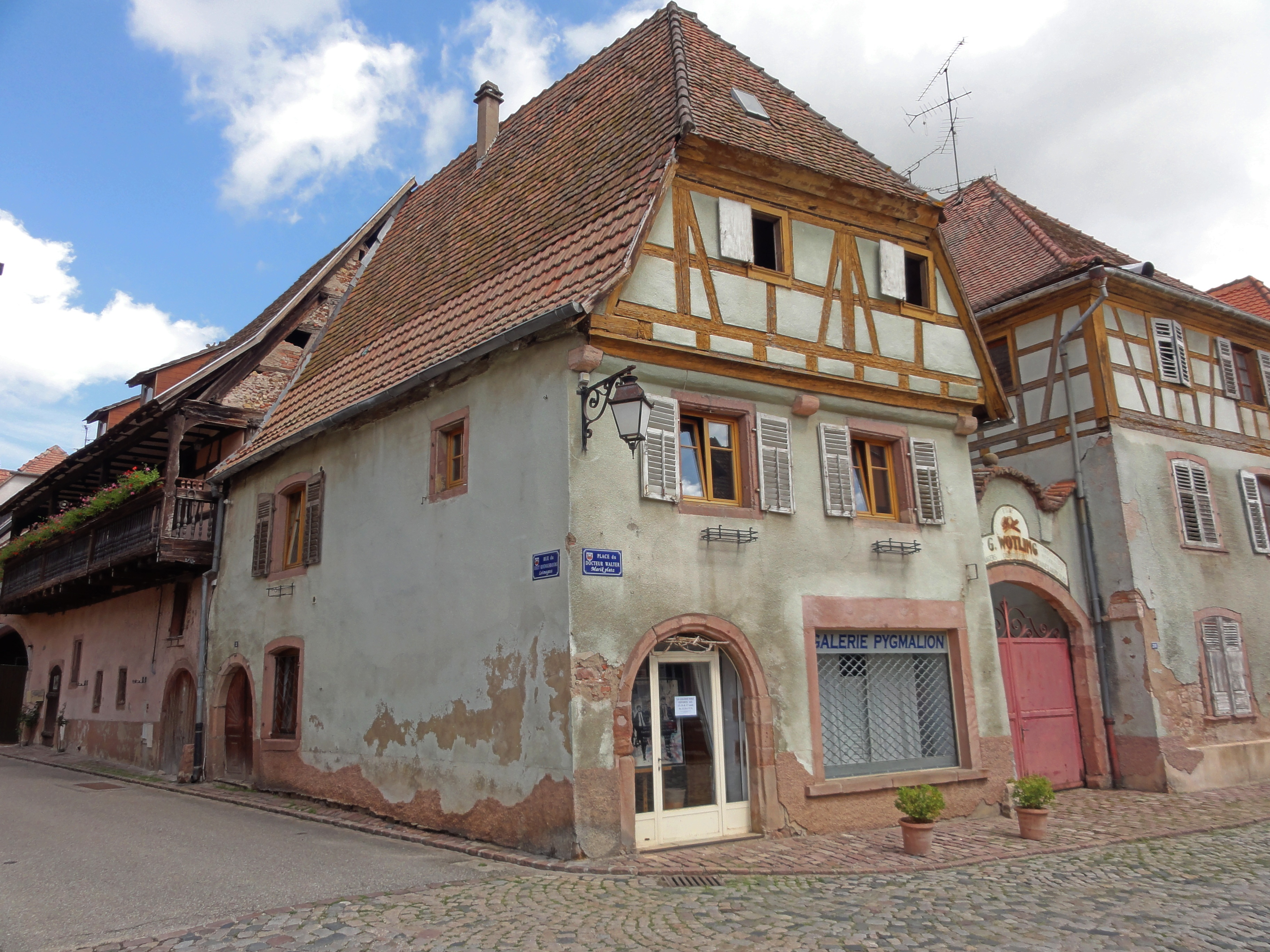
Typické hrázděné domy
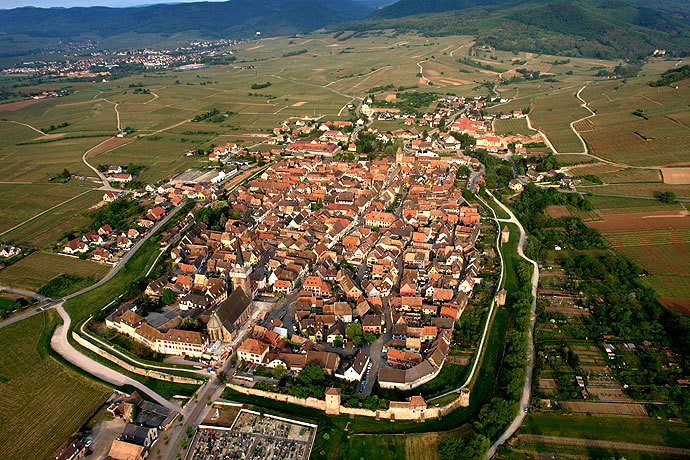
Letecký pohled